# Корнуайский дом
Корнуайский дом (фр. Maison de Cornouaille) — название бретонского рода, представители которого правили в графстве Корнуай, а затем в герцогстве Бретань и в графстве Ренн.

## История
Родоначальником первого дома был граф Корнуая Будик (ум. между 945 и 952). Он упоминается только один раз; следующим графом упоминается его старший сын Бенедикт (ум. 1026), ставший также епископом Кемпера. Его старший сын Ален (ум. 1058) унаследовал графство Корнуай, тогда как епископом Кемпера стал его сын Орскан. Около 1026 года Ален женился на графине Нанта Юдит. После смерти Алена в 1058 году, а Юдит — в 1066, их сын Хоэль (ок.1030—1084) стал обладателем обоих графств одновременно.
В 1066 году скончался герцог Бретани Конан II. Хоэль женился на его сестре и наследнице Авоизе. 11 декабря 1066 он был официально объявлен герцогом Бретани. Хоэль также оспаривал графство Ренн у незаконного сына Алена III Жоффруа, но скончался раньше на полгода в 1084 году.
Герцогом стал его сын Ален IV (ок.1060—1119). Ему удалось заточить Жоффруа II в Кемпере, где тот вскоре и скончался. В том же году он поставил своего младшего брата Матье во главе графства Нант, где тот правил до своей смерти, последовавшей в 1103 году. В 1112 году Ален отказался от правления в пользу своего сына Конана III (1095—1148) в 1112 году, а в 1119 скончался монахом.
На смертном одре в 1148 году Конан III отрекся от сына Хоэля (ум. после 1156) на том основании, что отрицал своё отцовство над ним. Затем он сделал наследником своего внука Конана IV, сына своей дочери Берты и графа Ричмонда Алена Чёрного, назначив ему наместником Эда II де Порхет, второго мужа Берты. Это отречение сыграло роль в дальнейшей истории герцогства Бретань. Хоэль III был последним представителем Корнуайского дома по основной линии. Бретанью завладел дом де Пентьевр.

## Генеалогия
I. Будик (ум. ок. 945/952) — граф Корнуая
II. Бенедикт (ум. 1026) — граф Корнуая
III. Ален (ум. 1058) — граф Корнуая
IV. Хоэль II (ок.1030—1084) — герцог Бретани, граф Корнуая, граф Нанта, граф Ренна
V. Ален IV (ок.1060—1119) — герцог Бретани, граф Нанта, граф Ренна
VI. Конан III (1095—1148) — герцог Бретани, граф Нанта, граф Ренна
VI. Хоэль III (ум. после 1156) — герцог Бретани, граф Нанта, граф Ренна